# ファラガット (ミサイル駆逐艦・2代)
| USS Farragut |                                                                                               |
| 艦歴         |                                                                                               |
| 発注         | 1998年3月6日                                                                                  |
| 起工         | 2004年1月9日                                                                                  |
| 進水         | 2005年7月23日                                                                                 |
| 就役         | 2006年6月10日                                                                                 |
| 退役         |                                                                                               |
| その後       | 就役中                                                                                        |
| 要目         |                                                                                               |
| 排水量       | 9,648 トン                                                                                    |
| 全長         | 155.3 m (509 ft 6in)                                                                          |
| 全幅         | 20.1 m (66 ft)                                                                                |
| 吃水         | 9.4 m (31 ft)                                                                                 |
| 機関         | COGAG方式                                                                                     |
| 機関         | LM 2500-30ガスタービンエンジン (27,000shp) ×4基                                               |
| 機関         | 可変ピッチプロペラ（5翔）×2軸                                                                 |
| 最大速       | 31ノット                                                                                      |
| 航続距離     | 4,400 海里（20ノット時）                                                                      |
| 乗員         | 士官、兵員 380名                                                                              |
| 兵装         | Mk.45 mod.4 5インチ単装砲 ×1基                                                                |
| 兵装         | Mk.38 25mm単装機関砲 ×2基                                                                     |
| 兵装         | Mk.15 20mmCIWS×1基                                                                            |
| 兵装         | M2 12.7mm機銃 ×4挺                                                                            |
| 兵装         | Mk.41 mod.15 VLS ×96セル - SM-2MR SAM - ESSM 短SAM - VLA SUM - トマホーク SLCM などを発射可能 |
| 兵装         | Mk.32 3連装短魚雷発射管×2基                                                                   |
| 艦載機       | MH-60R×2機搭載可能                                                                            |
| C4ISTAR      | AWS B/L 7 (Mk.99 GMFCS×3基)                                                                   |
| C4ISTAR      | AN/SQQ-89A(V)15                                                                               |
| センサ       | AN/SPY-1D(V) 多機能レーダー×4面                                                               |
| センサ       | AN/SPS-67 対水上レーダー×1基                                                                  |
| センサ       | AN/SQS-53C(V)1艦首装備ソナー                                                                  |
| 電子戦       | AN/SLQ-32(V)3 ESM/ECM装置                                                                     |
| 電子戦       | Mk 36 SRBOC デコイ発射機                                                                      |
| モットー     | Prepared for Battle                                                                           |

ファラガット (英語: USS Farragut, DDG-99) は、アメリカ海軍のミサイル駆逐艦。アーレイ・バーク級ミサイル駆逐艦の49番艦。艦名は南北戦争中の提督デヴィッド・ファラガットにちなむ。その名を持つ艦としては5隻目である。

## 外部リンク

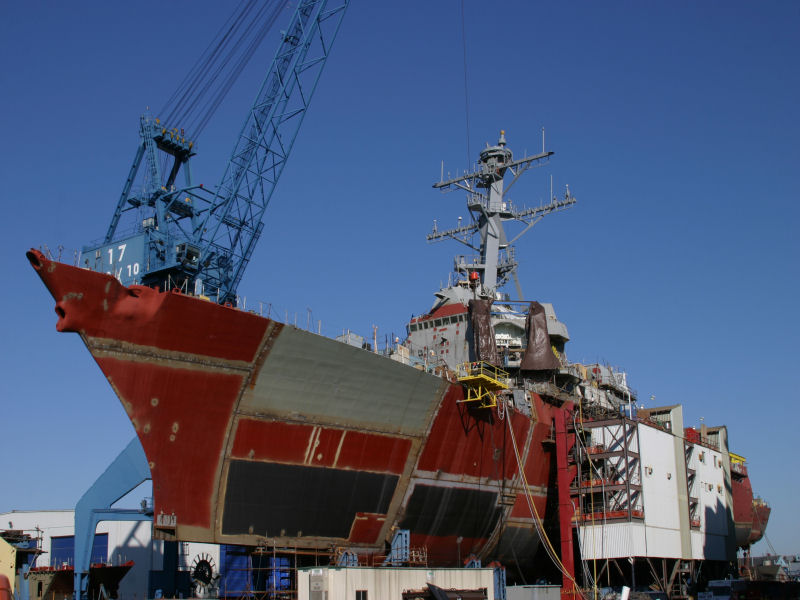
建造中のファラガット

## 艦歴
ファラガットは2004年1月9日にメイン州バスのバス鉄工所で起工した。同艦は2005年7月23日にメイン州上院議員のスーザン・コリンズによって命名された。
ファラガットは2006年6月10日に就役、大西洋艦隊に配属され母港はフロリダ州メイポートになった。
2010年4月2日、セーシェル沖で3隻の海賊に襲撃されたタンカーを救出。海賊船を制圧し、計11人を一時拘束。母船は25mm機関砲で撃沈した。